# Krakovany (Piešťany)
Krakovany je naseljeno mjesto u okrugu Piešťany u Trnavskom kraju u Slovačkoj.

## Stanovništvo
| Godina:     | 1993. | 2003.   | 2013.   | 2023.   |
| ----------- | ----- | ------- | ------- | ------- |
| Broj ljudi: | 1338  | 1335    | 1445    | 1446    |
| Razlika:    |       | -0,22 % | +8,23 % | +0,06 % |

| Godina:     | 2022. | 2023.   |
| ----------- | ----- | ------- |
| Broj ljudi: | 1432  | 1446    |
| Razlika:    |       | +0,97 % |

Prema podacima o broju stanovnika iz 2023. godine naselje je imalo 1446 stanovnika.

## Vanjske poveznice
|  | Zajednički poslužitelj ima još gradiva o temi Krakovany (Piešťany) |

- Službena stranica naselja (sl.)